# 미나미촌 (이바라키현)
미나미촌(美並村)은 이바라키현 니하리군에 일찍이 존재했던 촌이다.

## 지리
- 현재의 가스미가우라시 남동부에 위치한다.
- 촌은 고원과 평지가 뒤섞인 골짜기가 많은 지형이다.

## 역사
- 1889년 4월 1일 - 정촌제 시행에 의해 니하리군 미나미촌이 성립하였다.
- 1955년 2월 11일 - 시모오쓰촌, 우시와타촌, 사가촌, 안쇼쿠촌, 시시코촌과 합병해 데시마정이 성립하여, 동일 미나미촌은 폐지되었다.

## 인구
| 1891년 | 1,890 |
| 1920년 | 2,454 |
| 1935년 | 2,727 |
| 1950년 | 3,330 |

## 참고문헌
- 『가도카와 일본 지명 대사전 8 茨城県』가도카와 쇼텐（1983年）
- 『全国市町村名変遷総覧』日本加除出版（2006年）